# Ersephila
Ersephila là một chi bướm đêm thuộc họ Geometridae.

## Các loài
- Ersephila grandipennis Hulst, 1896
- Ersephila indistincta Hulst, 1898